# Drzewiecki Nr 2
Drzewiecki Nr 2 – drugi prototyp okrętu półzanurzalnego o wyporności 2,5 tony zbudowany w 1879 roku przez Stefana Drzewieckiego na zamówienie carskiej Armii. Testy okrętu przeprowadzono jesienią 1879 roku, podobno w obecności cara Aleksandra III. Napędzany za pomocą pedałów czteroosobowy okręt mógł być uzbrojony w dwie miny dynamitowe umieszczane na zewnątrz kadłuba, które mogły zostać podłączone do dna wrogiego okrętu. Pierwszy okręt wyposażony w peryskop optyczny.